# 干場崇永
干場 崇永（ほしば たかひさ、1972年1月12日 - ）は、富山県氷見市出身の元プロ野球選手（投手）。右投右打。

## 来歴・人物
高岡商業高校では、1988年の第60回選抜高等学校野球大会に控え選手として出場した。2年時まで外野手として高校通算本塁打数20本を記録。3年時に投手転向した。1学年上には尾山敦、2学年上には進藤達哉がいた。
卒業後、三菱名古屋に入社した。社会人時代は、1990年に西濃運輸、1991年に本田技研鈴鹿（現・ホンダ鈴鹿）の補強選手として、2度の都市対抗野球大会出場を果たす。
1992年のドラフト4位指名で、千葉ロッテマリーンズに入団した。
1996年のシーズンはA+級バイセイリア・オークス（カリフォルニアリーグ）でデーブ・ロバーツやロッド・バラハスなどがチームメイトでプレーした。
1998年は自己最多の18試合に登板して初勝利も挙げたものの、翌1999年オフに戦力外通告を受け、横浜ベイスターズの入団テストを受けるも契約には至らず、現役を引退した。
引退後は母校・高岡商業高校の投手コーチ山田龍聖など育てた。
現在は、富山県の小学生対象を対象とする野球チーム「TOYAMA少年野球クラブ」を立ち上げ、チーム代表として育成・指導にあたっている。

## 選手としての特徴
MAX153km/hのストレートとカーブ・スライダー・シュートといった変化球が武器だったが、肩の故障で期待されたほどの活躍は出来なかった。

## 詳細情報

### 年度別投手成績
| 年 度     | 球 団     | 登 板 | 先 発 | 完 投 | 完 封 | 無 四 球 | 勝 利 | 敗 戦 | セ 丨 ブ | ホ 丨 ル ド | 勝 率 | 打 者 | 投 球 回 | 被 安 打 | 被 本 塁 打 | 与 四 球 | 敬 遠 | 与 死 球 | 奪 三 振 | 暴 投 | ボ 丨 ク | 失 点 | 自 責 点 | 防 御 率 | W H I P |
| --------- | --------- | ----- | ----- | ----- | ----- | -------- | ----- | ----- | -------- | ----------- | ----- | ----- | -------- | -------- | ----------- | -------- | ----- | -------- | -------- | ----- | -------- | ----- | -------- | -------- | ------- |
| 1993      | ロッテ    | 2     | 0     | 0     | 0     | 0        | 0     | 0     | 0        | --          | ----  | 14    | 3.0      | 3        | 1           | 2        | 0     | 1        | 1        | 0     | 0        | 2     | 2        | 6.00     | 1.67    |
| 1998      | ロッテ    | 18    | 0     | 0     | 0     | 0        | 1     | 0     | 0        | --          | 1.000 | 146   | 34.0     | 38       | 3           | 11       | 0     | 2        | 14       | 1     | 0        | 14    | 14       | 3.71     | 1.44    |
| 通算：2年 | 通算：2年 | 20    | 0     | 0     | 0     | 0        | 1     | 0     | 0        | --          | 1.000 | 160   | 37.0     | 41       | 4           | 13       | 0     | 3        | 15       | 1     | 0        | 16    | 16       | 3.89     | 1.46    |

### 記録
- 初登板：1993年9月17日、対福岡ダイエーホークス24回戦（千葉マリンスタジアム）、9回表に4番手で登板、1回無失点
- 初奪三振：1993年9月25日、対オリックスブルーウェーブ25回戦（グリーンスタジアム神戸）、小川博文から
- 初勝利：1998年5月30日、対大阪近鉄バファローズ5回戦（大阪ドーム）、8回裏に5番手で登板、2回無失点

### 背番号
- 40（1993年 - 1999年）